# Alma Cogan
Alma Cogan, nata Alma Angela Cohen (Whitechapel, 19 maggio 1932 – Londra, 26 ottobre 1966), è stata una cantante britannica.

## Biografia
Ha esordito all'età di 20 anni con il 7" To Be Worthy of You/Would You. Dopo la pubblicazione di If I Had a Golden Umbrella (1953) è stata soprannominata "the girl with the giggle", ossia "la ragazza con la risatina".
Molte sue registrazioni hanno avuto successo nella seconda metà degli anni '50; tra queste Bell Bottom Blues, I Can't Tell a Waltz from a Tango, Why Do Fools Fall in Love, Blue Tango, Sugartime e The Story of My Life.
Nel 2006 la sorella di Alma, l'attrice Sandra Caron, ha reso nota l'esistenza di una relazione sentimentale tra Alma Cogan e John Lennon nel periodo in cui Lennon era sposato con Cynthia Powell. La storia fu tenuta segreta, anche a causa della religione ebraica della famiglia di Alma e Sandra.
È deceduta a causa di un cancro alle ovaie a soli 34 anni.

## Discografia parziale

### Album
- 1958 - I Love to Sing
- 1961 - With You in Mind
- 1962 - How About Love?
- 1965 - Oliver!
- 1967 - Alma